# Погорельское сельское поселение (Смоленская область)
Погорельское сельское поселение — бывшее муниципальное образование в составе Велижского района Смоленской области России. Административный центр — деревня Погорелье. На территории поселения находилось 16 населённых пунктов.
Образовано 2 декабря 2004 года. Упразднено 20 декабря 2018 года, территория и населённые пункты переданы в Печенковское сельское поселение.
Главой поселения и Главой администрации являлась Бонадыченко Людмила Анатольевна

## Географические данные
- Общая площадь: 126,1 км²
- Расположение: восточная часть Велижского района
- Граничило:
  - на северо-востоке — с Заозёрским сельским поселением
  - на юго-востоке — с Демидовским районом
  - на юге — с Печенковским сельским поселением
  - на западе — с Велижским городским поселением
  - на севере — с Селезнёвским сельским поселением
- Крупные реки: Чернавка.

## Экономика
Сельхозпредприятия, школа, магазины.

## Население
В состав поселения входили следующие населённые пункты:
- Деревня Погорелье — административный центр
- Большое Залюбище, деревня
- Гатчино, деревня
- Долбешки, деревня
- Колотовщина, деревня
- Копыльники, деревня
- Лемеши, деревня
- Малое Залюбище, деревня
- Мальково, деревня
- Руковщина, деревня
- Самусенки, деревня
- Синичино, деревня
- Триково, деревня
- Чепли, деревня
- Шахино, деревня
- Шитики, деревня

Общая численность населения — 609 человек.